# Keizer Frederik I Barbarossa
Frederik I, bijgenaamd Barbarossa ("Roodbaard") (1122 – Anatolië, 10 juni 1190) was een telg van het huis Hohenstaufen. Van 1155 tot aan zijn dood was hij keizer van het Heilige Roomse Rijk. Als erfopvolger van Frederik I van Zwaben was hij sinds 1147 als Frederik III hertog van Zwaben.

## Beginjaren
Na de dood op 15 februari 1152 van Rooms-koning Koenraad III werd zijn neef Frederik op 4 maart te Frankfurt tot koning van Duitsland gekozen. Op 9 maart van datzelfde jaar werd hij door de aartsbisschop van Keulen Arnold van Wied gekroond. Frederiks verkiezing was het resultaat van een verzoening van de grootste belangentegenstellingen die tussen de machtigste rijksvorsten bestonden. Door snel te gaan onderhandelen, toezeggingen te doen en afspraken te maken met zijn rivalen en potentiële tegenstanders, daaronder uit het vijandige Welfische huis zijn neef Hendrik de Leeuw en zijn oom Welf VI, wist Frederik de benodigde steun voor het koningschap te krijgen. Het bracht onder meer de afspraken mee dat hij Welf VI het hertogdom Spoleto, het markgraafschap Toscane en Sardinië zou toebedelen en hij Hendrik de Leeuw zou ondersteunen om het hertogdom Beieren terug te krijgen. Zo zorgde Frederik voor een veel bredere ondersteuning dan voorheen Koenraad had.
Hij was dan wel keizer van het Heilige Roomse Rijk, er bestond desalniettemin een wankele machtsbasis. Het grondgebied waarover hij heerste, waarvan een deel het huidige Duitsland vormt, bestond uit honderden kleinere vorstendommen, hertogdommen en graafschappen die werden bestuurd door plaatselijke vooraanstaande families. Basis voor het bestuur waren persoonlijk gesloten feodale overeenkomsten. Een honderdtal van die bestuurders viel direct onder het gezag van de keizer, de rijksvorsten; hun band met de keizer was 'rijksonmiddellijk'. Hij zag ze in het paleis Bischofshofen in Worms. Een groter deel van de plaatselijke bestuurders viel echter onder het gezag van iemand anders die direct onder de keizer viel. Er zaten dus meer bestuurslagen tussen hen en de keizer en veel plaatselijke bestuurders regeerden in hun regio's tamelijk onafhankelijk van de keizer, bijvoorbeeld in Noord-Italië. Een ander probleem voor de Duitse koningen was dat er geen vaste rijkshoofdstad was. Een nieuwe koning nam de vacante Rijksbezittingen over, maar was verder aangewezen op zijn eigen huisgoed. In tegenstelling tot de koningen van Frankrijk en Engeland, waar ook nieuwe dynastieën in de vaste hoofdstad zetelden, reisden de Duitse koningen voortdurend rond door hun eigen rijk waar ze ook verschillende buitenverblijven hadden, de paltsen. De rijksvorsten hadden als plicht de keizer te ontvangen als hij daar aanspraak op maakte.
Onder Barbarossa's bewind kreeg Duitsland een sacraal karakter door het de benaming 'Heilig Rijk' mee te geven. Dat was een bewuste maatregel van Barbarossa, na overleg met zijn raadgevers, onder andere Reinald van Dassel, aartsbisschop van Keulen, om de positie van de keizer ten opzichte van de paus te versterken.
In 1155 liet hij aan het Valkhof te Nijmegen de burcht voltooien, die daarna zes eeuwen lang zeer gezichtsbepalend voor de stad zou zijn.  Zelf moet Barbarossa hier tussen 1157 en 1174 zeker viermaal zijn geweest, onder meer bij de geboorte van een van zijn zoons, de latere keizer Hendrik VI.
In juni 1156 sloot Barbarossa een strategisch huwelijk met gravin Beatrix I van Bourgondië, dochter van de graaf van Bourgondië zodat hij in 1178 het vrijgraafschap Bourgondië kon verwerven.

## Strijd om Noord- en Zuid-Italië

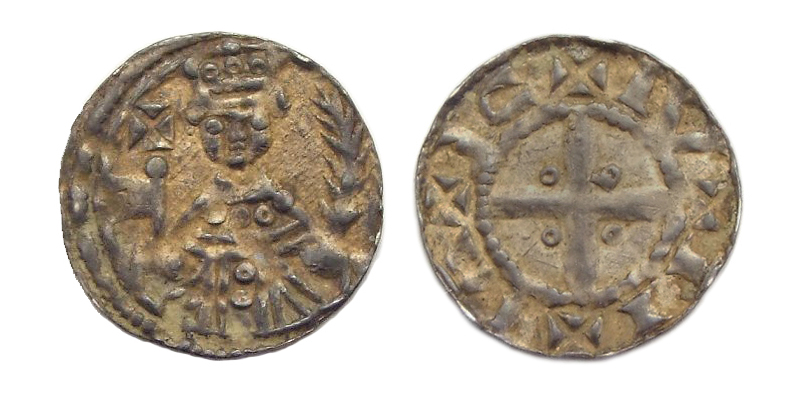
Denier of penning met Keizer Frederik I Barbarossa, geslagen in Nijmegen.

Toen Rogier II van Sicilië in 1154 stierf zag Frederik daarin een kans het grondgebied waarover Rogier had geheerst, voor zichzelf in te nemen. Ook pretendeerde hij de heerschappij over enkele Noord-Italiaanse steden. Hij begon een militaire veldtocht door Italië en liet zich in 1155 in Pavia met de IJzeren Kroon van Lombardije tot koning van Italië kronen. Daarna trok hij verder naar Rome, waar Arnold van Brescia als aanvoerder van een volksbeweging een republiek had uitgeroepen in hun strijd tegen de macht van de kerk. Ze waren bereid tegen betaling van een flinke geldsom, Frederik als hun koning te kronen. Hun leger voerde verschillende aanvallen uit op stadsdelen van Rome, die door Frederiks leger onder leiding van Willem de Leeuw werden afgeweerd. Frederik liet zich in Rome echter op 18 juni 1155 door paus Adrianus IV tot keizer van het Heilige Roomse Rijk zalven.
Italië en het koninkrijk Arelat vielen samen met Duitsland onder het gezag van de keizerskroon.
De Byzantijnse keizer Manuel I Komnenos wilde het welvarende Zuid-Italië ook voor zich hebben. Beide keizers werden in 1156 genoodzaakt de verovering af te blazen wegens interne strubbelingen. Paus Adrianus kwam vervolgens tot een vergelijk met Willem I van Sicilië en erkende hem als koning van Zuid-Italië.
Om de situatie nog erger te maken, kreeg Frederik in 1157 te Besançon een brief van Adrianus, in de hoedanigheid van de toekomstige paus Alexander III. Toen Rainald van Dassel de brief van de paus voorlas aan het hof (de brief was in het Latijn, en Rainald vertaalde de brief voor zijn toehoorders in het Duits), werd daarin gesuggereerd dat de keizer een vazal van de paus zou zijn. De pauselijke gezanten leken dat niet erg tegen te spreken, waardoor het keizerlijke hof nog erger beledigd was. Vanaf toen kon Frederik het bloed drinken van Alexander. Na de dood van de toenmalige paus Adrianus IV (de enige Engelse paus) in 1159 ontstond een onverkwikkelijke situatie. Bij de verkiezingen voor de nieuwe paus waren de partijen verdeeld: er was een pro-keizerlijke partij en een pro-Siciliaanse partij. De pro-Siciliaanse kandidaat leek gewonnen te hebben, maar toen dat aangekondigd zou worden, trok de pro-keizerlijke kandidaat opeens de officiële mantel uit de handen van de bode en riep zichzelf tot paus uit. Hij werd paus Victor IV. De pro-Siciliaanse kandidaat vertrok stilletjes uit Rome, en riep zich later tot "echte paus" (Alexander III) uit.

## Kwestie Beieren
Dit hertogdom was van Hendriks vader afgenomen door Koenraad III. Barbarossa wist uiteindelijk Hendrik Jasomirgott van het huis Babenberg (via Barbarossa's moeder aan hem verwant) tevreden te stellen met het hertogdom Oostenrijk. Hiervoor werd het Privilegium Minus in het leven geroepen (minus ter onderscheiding van het Privilegium maius dat van latere datum is). Het hertogdom Oostenrijk werd speciaal gecreëerd voor deze gelegenheid door het af te scheiden van het grotere Beieren. Hendrik de Leeuw ging hiermee akkoord omdat het de enige manier was om de rest van Beieren in zijn bezit te krijgen.
Door zijn huwelijk in juni 1156 met gravin Beatrix I van Bourgondië, dochter van graaf Reinout III van Bourgondië, verwierf hij in 1178 het vrijgraafschap Bourgondië. Zijn eerste huwelijk, met Adela van Vohburg, had hij laten ontbinden. Uit dit huwelijk kwamen geen kinderen voort. Opmerkelijk is dat hij bij zijn keizerskroning Adela niet tot keizerin liet kronen. Beatrix is later wel door Victor IV, de tegenpaus van de keizerlijke partij, tot keizerin gekroond. Zij vergezelde Barbarossa op de meeste Italiëtochten, en is minstens tweemaal hoogzwanger de Alpen overgestoken.
In 1180 werd Hendrik de Leeuw, hertog van Beieren en Saksen, door de keizer afgezet en verbannen. Graaf Otto VI van Wittelsbach kreeg het Beierse hertogdom in leen, uit dank voor zijn bewezen diensten tijdens de expedities naar Rome. Graaf Otto noemde zich toen hertog Otto I van Wittelsbach.

## Campagnes in Italië
Boos over het feit dat de paus zich uitsprak over Zuid-Italië en dat de Italiaanse stadstaten zich weinig loyaal opstelden, raadpleegde hij gespecialiseerde juristen van de Universiteit van Bologna. Op de Rijksdag van Roncaglia (1158) zette hij de puntjes op de i. De professoren oordeelden op basis van het Droit divin, dat Frederik het recht had de steden de regaal op te leggen, en een grotere loyaliteit te eisen. Toen Alexander gekozen werd als paus Alexander III in 1159 zette hij onmiddellijk tegenpaus Victor IV tegenover hem. En toen Milaan zonder zijn toestemming de stad Lodi inpalmde, verwoestte hij Milaan (1162). De steden van Noord-Italië verenigden zich in de Lombardische Liga. Paus Alexander III steunde de steden van de Lombardische Liga financieel en moreel. In 1166 was hij dicht bij de overwinning, toen een leger onder leiding van Rainald van Dassel en Christiaan I van Buch (aartsbisschop van Mainz) de stad Rome dreigde te veroveren, terwijl Frederik zelf met een tweede leger in aantocht was. Op het moment suprème brak er echter een malaria-infectie uit onder het Duitse leger (een vaak voorkomend probleem voor legers van boven de Alpen in de zomerhitte van Italië), waardoor velen sneuvelden en de dreiging ophield te bestaan. De Lombardische Liga diende Frederik uiteindelijk een zware nederlaag toe in de Slag bij Legnano op 29 mei 1176. Dit leidde tot de Vrede van Venetië (1177), waarbij Barbarossa, Alexander III officieel erkende als paus en er ook werd onderhandeld over de positie van Rome. Met de Vrede van Konstanz in 1183 werd er een akkoord bereikt met de Lombardische Liga, op veel gunstigere voorwaarden voor de keizer. Zo erkenden de steden onder andere het keizerlijk gezag. Daarna ontfermde hij zich over de Mathildijnse Goederen.

## Kruistocht
Barbarossa nam deel aan de Derde Kruistocht, een zware militaire expeditie georganiseerd door de Rooms-Katholieke kerk en Europese vorsten, met als doel het Heilige Land te veroveren op Saladin. Als bejaard man leidde Frederik een enorm leger, maar hij zou niet in Palestina aankomen. Barbarossa verdronk op 10 juni 1190 toen hij rivier de Selef (in Anatolië) wilde doorwaden. Het is niet precies duidelijk wat er gebeurd is, maar de bronnen zijn het erover eens dat hij van zijn paard raakte, ofwel door een val, ofwel opzettelijk om zich af te koelen, en eenmaal in het water verdronk.

## Opvolging
In het zuiden van Italië wist Barbarossa ervoor te zorgen dat zijn zoon, de latere keizer Hendrik VI, trouwde met Constance van Sicilië, de erfdochter van Sicilië. Dit huwelijk vond, na een verloving van twee jaar, in 1186 plaats in Milaan. Hendrik wist Sicilië in 1194 uiteindelijk op de Normandiërs in te nemen en zorgde er zo voor dat Italië weer (even) een politieke eenheid werd. Dit duurde echter niet lang, want Hendrik VI overleed in september 1197 plotseling door ziekte. Zijn zoon, Frederik II, volgde hem aanvankelijk niet op in Duitsland, omdat paus Innocentius III dit tegenhield.

## Huwelijk en kinderen

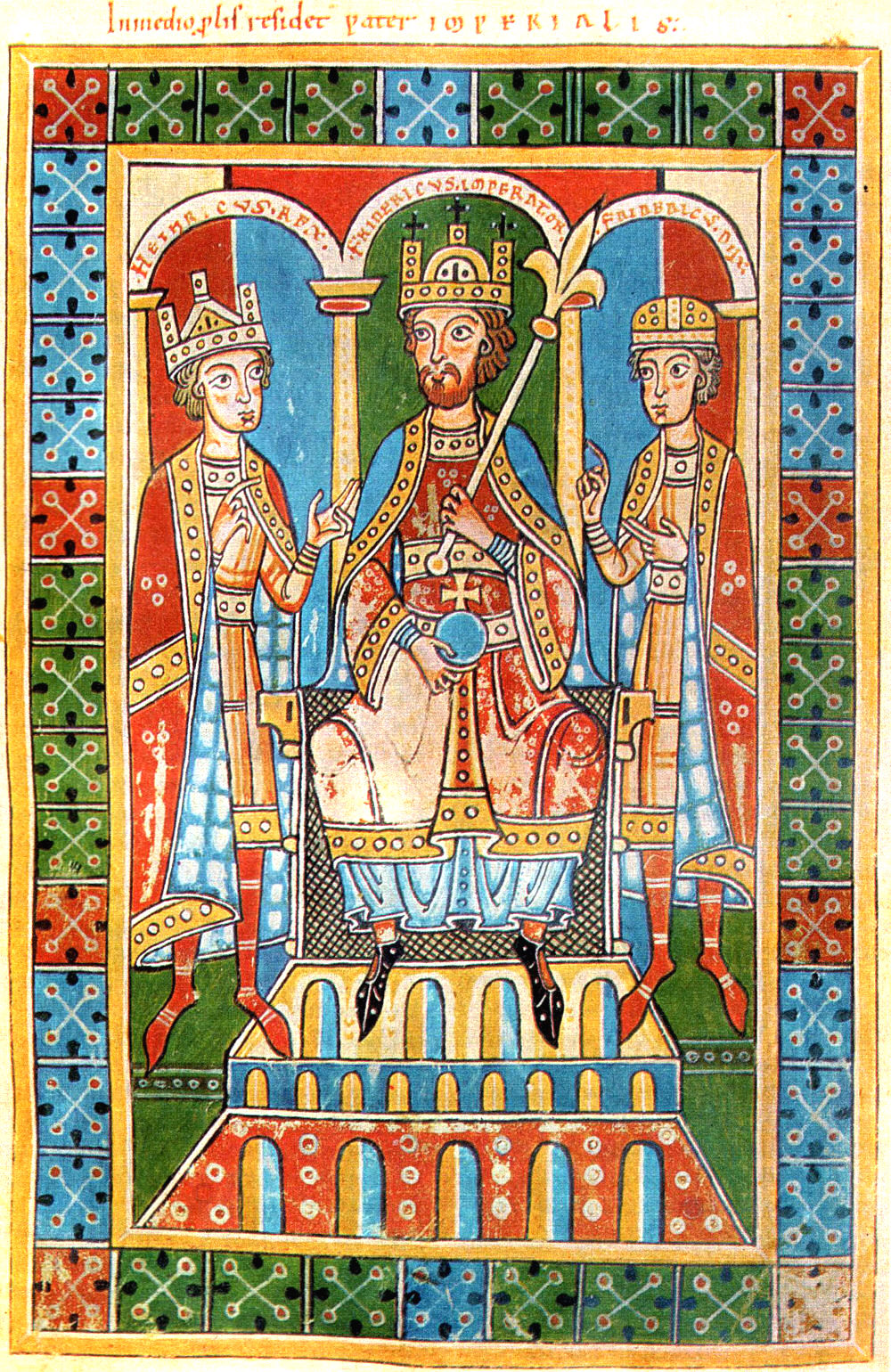
Frederik Barbarossa met zijn twee zonen Hendrik en Frederik
(12e eeuw), Weingartner Welfenchronik, Landesbibliothek Fulda

Frederik en gravin Beatrix I van Bourgondië kregen volgende kinderen:
- Zonen:
  - Frederik (V) (1164-1170), hertog van Zwaben
  - Hendrik VI (1165-1197), keizer van het Heilige Roomse Rijk
  - Frederik (VI), geboortenaam Koenraad (1167-1191), hertog van Zwaben
  - Otto I (1170-1200), paltsgraaf van Bourgondië
  - Koenraad (1172-1196), hertog van Zwaben
  - Filips van Zwaben (1177-1208), hertog van Zwaben
- Dochters:
  - Beatrix (ca. 1160/62-1174), uitgehuwelijkt aan koning Willem II van Sicilië, maar overleden voordat het huwelijk geconsummeerd kon worden
  - Sofia (1161-1187), gehuwd met Willem VI van Monferrato
  - Agnes (1180-1184).

## Trivia
- Zijn bijnaam Barbarossa kreeg hij in Italië vanwege de rode schijn in zijn baard.
- De aanval van nazi-Duitsland op de Sovjet-Unie werd naar hem vernoemd, operatie Barbarossa.
- De 9. SS-Panzer-Division Hohenstaufen werd "Hohenstaufen" genoemd naar het geslacht van Frederik Barbarossa.

## Voorouders
| Voorouders van Frederik I Barbarossa | Voorouders van Frederik I Barbarossa                                     | Voorouders van Frederik I Barbarossa                                     | Voorouders van Frederik I Barbarossa                                     | Voorouders van Frederik I Barbarossa                                     | Voorouders van Frederik I Barbarossa                                     | Voorouders van Frederik I Barbarossa                                     | Voorouders van Frederik I Barbarossa                                     | Voorouders van Frederik I Barbarossa                                     |
| ------------------------------------ | ------------------------------------------------------------------------ | ------------------------------------------------------------------------ | ------------------------------------------------------------------------ | ------------------------------------------------------------------------ | ------------------------------------------------------------------------ | ------------------------------------------------------------------------ | ------------------------------------------------------------------------ | ------------------------------------------------------------------------ |
| Overgrootouders                      | Frederik van Büren (-) ∞ Hildegard van Egisheim (-)                      | Frederik van Büren (-) ∞ Hildegard van Egisheim (-)                      | Keizer Hendrik IV (1050-1106) ∞ Bertha van Savoye (1051-1087)            | Keizer Hendrik IV (1050-1106) ∞ Bertha van Savoye (1051-1087)            | Welf IV (1030-1101) ∞ Judith van Vlaanderen (1031-1094)                  | Welf IV (1030-1101) ∞ Judith van Vlaanderen (1031-1094)                  | Magnus van Saksen (1045-1106) ∞ Sophia van Hongarije (1044-1095)         | Magnus van Saksen (1045-1106) ∞ Sophia van Hongarije (1044-1095)         |
| Grootouders                          | Frederik I van Zwaben (1050-1105) ∞ Agnes van Waiblingen (1072-1143)     | Frederik I van Zwaben (1050-1105) ∞ Agnes van Waiblingen (1072-1143)     | Frederik I van Zwaben (1050-1105) ∞ Agnes van Waiblingen (1072-1143)     | Frederik I van Zwaben (1050-1105) ∞ Agnes van Waiblingen (1072-1143)     | Hendrik de Zwarte (1075-1126) ∞ Wulfhilde van Saksen (1072-1126)         | Hendrik de Zwarte (1075-1126) ∞ Wulfhilde van Saksen (1072-1126)         | Hendrik de Zwarte (1075-1126) ∞ Wulfhilde van Saksen (1072-1126)         | Hendrik de Zwarte (1075-1126) ∞ Wulfhilde van Saksen (1072-1126)         |
| Ouders                               | Frederik II van Zwaben (1090-1147) ∞ 1130 Judith van Beieren (1103-1130) | Frederik II van Zwaben (1090-1147) ∞ 1130 Judith van Beieren (1103-1130) | Frederik II van Zwaben (1090-1147) ∞ 1130 Judith van Beieren (1103-1130) | Frederik II van Zwaben (1090-1147) ∞ 1130 Judith van Beieren (1103-1130) | Frederik II van Zwaben (1090-1147) ∞ 1130 Judith van Beieren (1103-1130) | Frederik II van Zwaben (1090-1147) ∞ 1130 Judith van Beieren (1103-1130) | Frederik II van Zwaben (1090-1147) ∞ 1130 Judith van Beieren (1103-1130) | Frederik II van Zwaben (1090-1147) ∞ 1130 Judith van Beieren (1103-1130) |